# Canadese strijdkrachten
De Canadese strijdkrachten (Engels: Canadian Armed Forces; Frans: Forces armées canadiennes) zijn de samengestelde strijdkrachten van Canada, zoals vastgesteld door de National Defence Act.

## Structuur
De huidige vorm van de Canadese strijdkrachten dateert van 1 februari 1968, toen de marine, het leger en de luchtmacht werden samengevoegd in een enkele structuur.
Deze enkelvoudige eenheid bestaat uit drie hoofdtakken. Van 1975 tot 2011 heetten ze maritiem commando, landmachtcommando en luchtcommando. In 2011 kregen de drie onderdelen hun historische naam terug, zonder echter aan de structuur te raken:
- Koninklijke Canadese marine,
- Canadese landmacht,
- Koninklijke Canadese luchtmacht.

Samen worden zij gecontroleerd door de Krijgsmachtraad, die wordt voorgezeten door de defensiestafchef. Aan de top van de commandostructuur staat de opperbevelhebber, de regerende Canadese monarch, thans Koning Charles III, vertegenwoordigd door de Gouverneur-generaal van Canada.

## Taken
- Canada en de Canadese soevereiniteit vrijwaren door te patrouilleren langs de kusten, het luchtruim te bewaken, search and rescue-missies te leiden en de civiele reddingsdiensten bij te staan bij rampen.
- Samen met de Verenigde Staten, de belangrijkste bondgenoot, Noord-Amerika verdedigen. Hiertoe werken beide landen samen via NORAD, dat het lucht- en zeeruim bewaakt.
- Bijdragen aan de internationale vrede en veiligheid met operaties elders in de wereld, meestal in samenwerking met bondgenoten.